# ネオジム磁石

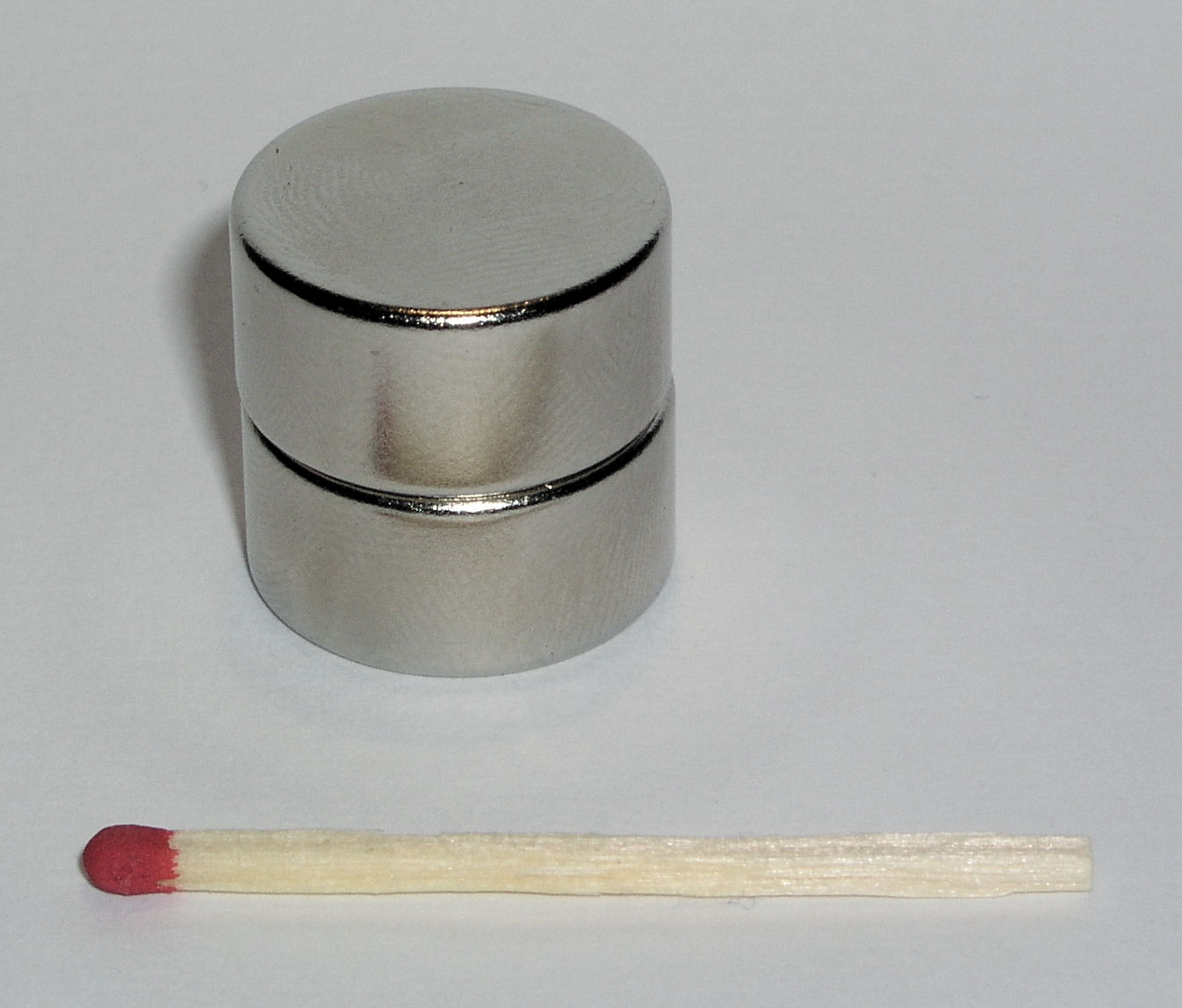
ネオジム磁石

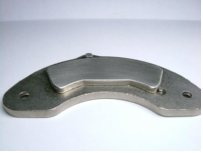
HDDのヘッド駆動に使用されているネオジム磁石

ネオジム磁石（ネオジムじしゃく、英語: Neodymium magnet）とは、ネオジム、鉄、ホウ素（ボロン）を主成分とする希土類磁石（レアアース磁石）の一つである。以前から存在していたサマリウム-コバルト合金を超えて、永久磁石のうちで最も強力であり、更に素材が安価で大量製造可能であるので、個人用コンピューター（パソコン）時代の幕開けにも決定的な役割を果たし、風力発電機や電気自動車など、エコエネルギー技術を実現する中核的な材料として使われている。1984年に日本の住友特殊金属（現：プロテリアル）の佐川眞人によって発明された（ほぼ同時期にアメリカのゼネラルモーターズでも開発されていたが、粉末焼結製法を併せて開発したのは佐川が世界で最初であることが認められている）。主相はNd2Fe14B。しばしば誤って「ネオジウム磁石」と表記されることがある。

## 歴史
これ以前に存在していた最も強力な永久磁石は、サマリウム-コバルト合金であったが、その合金に含まれる二つの物質はどちらも高価であるため普及には困難があった。そこで1983年に住友金属に在職していた佐川は、アメリカ合衆国で開催された国際学会において世界で初めて、レアアースの中で3番目に資源量の多いネオジムを鉄に加えた新しい永久磁石の焼結工程を発表した。最終的にボロンを加えることにより磁性が維持できる限界温度を高めて、自動車のエンジンのように高温で作動する環境でも利用できるようになった。同時期にアメリカ合衆国の科学者もネオジム永久磁石を開発したが、佐川は製造工程も含めて開発をしたため、単独受賞者に決まったことを工学賞財団は明らかにした。
佐川博士は住友金属を退職した後に、インターメタリックスという会社を自ら設立してネオジム磁石の改良を続けた。1990年代には高温でネオジム-鉄-ボロン永久磁石の性能が急減する問題をジスプロシウムを加えることで解決した、2012年にNDFEB株式会社を設立して、ジスプロシウムなしでネオジム-鉄-ボロン永久磁石の性能を維持する方法の研究をしている。安価な永久磁石の開発により、携帯電話やコンピューター、自動車、風力タービンなど現代文明のさまざまなところで情報と動力が利用できるようになった。2022年に佐川は「ネオジム-鉄-ボロン（Nd-Fe-B）永久磁石の粉末焼結製法を開発した功労」によりエリザベス女王工学賞を、製造工程を含めて開発したことにより単独受賞した。エリザベス工学賞財団は、全世界850万台以上の電気自動車、ハイブリッド自動車にネオジム永久磁石が入っていると発表し、工学賞財団は、ネオジム磁石の市場が2026年までに193億ドルに達する見通しであることを明らかにしている。

## 特徴
ネオジム磁石の基本組成は約60%が鉄、約30%がネオジムである。このほかジスプロシウムを3%程度（耐熱用途では6-8%）含む。
ネオジム磁石の性能はフェライト磁石の10倍程度とされる。磁気の強さにはN24からN54まで（理論上はN64まで）の等級付けがされる。Nの後の数字は磁気の強さを表している。
2021年（令和3年）、物質・材料研究機構が人工知能の学習を利用して、従来の1.5倍の磁力を持つネオジム磁石を製造する事に成功した。

## 利用
利用される製品の範囲は小型から大型まで幅広い。スピーカー、モバイルプレーヤー、シェーバー、ハードディスクドライブのヘッド部のVCM（ボイスコイルモーター）、エレベーターの巻上機やエアコン室外機などのモーター、自動車部品（発電機や駆動用モーター）など各分野で使用されている。ホビー用途にもネオジム磁石は用いられており、DIY・模型の材料や知育玩具に用いられている。
- ハードディスクドライブのVCM（ボイスコイルモーター）[4]
- 永久磁石同期電動機の界磁
- 風力発電機（ジェネレーター）[4]
- MRI（磁気断層医療診断装置）[4]
- 模型・DIY材料
- 知育玩具

## 欠点と対策
機械的に壊れやすいほか、加熱すると熱減磁を生じやすい（キュリー温度は約315℃）という欠点がある。対策として、ジスプロシウムを添加し保磁力を向上させる手法が存在する。1%のジスプロシウムの添加により熱減磁が15℃改善するといわれている。ジスプロシウムは希少な資源であるため、最近ではジスプロシウムを使わずに、ネオジム磁石の結晶粒径を小さくすることにより、熱減磁を改善する研究が行われている。
しかし、ネオジムは酸素との反応性が強く、磁石の結晶粒を小さくすると、空気と触れる表面積が増えるため、自然発火することがある。このため、酸素を除外した環境で製造する必要がある。また、非常に錆びやすいので、製品に用いる際は表面をニッケルによりめっきすることが多い。